# 阎仲川

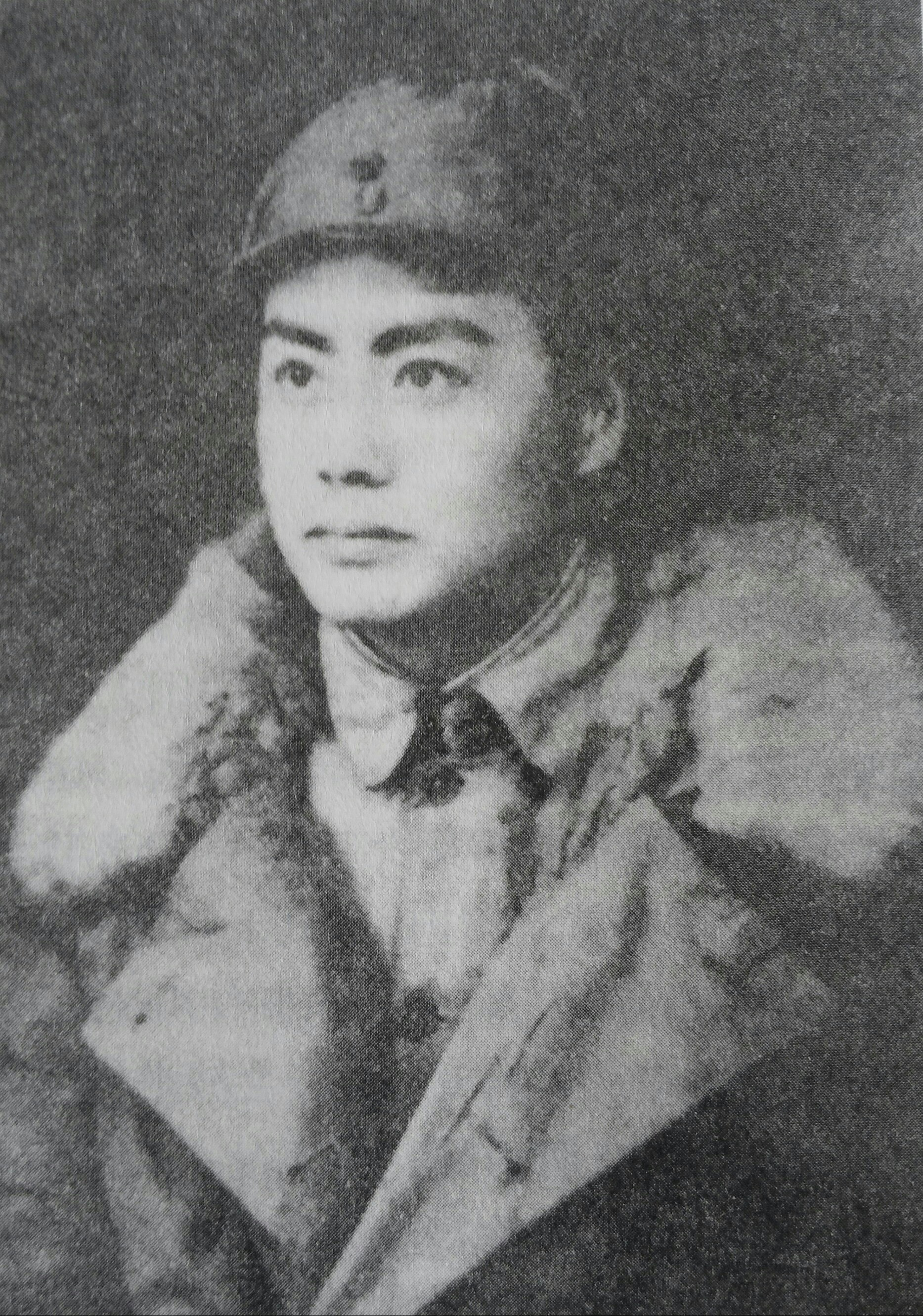
1945年，阎仲川在东北民主联军。

阎仲川（1922年2月—2002年6月22日），河北保定定兴县人。中国人民解放军高级军事将领、中国共产党第九届中央委员会候补委员。

## 生平
1938年6月，参加冀中徐涞分区抗日游击队，历任分区3团5连见习排长、冀中军区司令部1科参谋。1939年加入中国共产党。1944年1月，任晋绥军区作战参谋。抗战胜利后赴东北。1945年10月，任东北民主联军司令部1科参谋。1949年5月，任中南军区司令部1科科长。
1950年10月，任中南军区司令部作战处副处长，1952年7月，任作战处第一副处长。1955年5月，任广州军区司令部作战处处长。1960年12月晋升为大校军衔。1962年9月，任司令部作战部部长，1964年6月，任广州军区副参谋长兼军区司令部作战部部长。1964年8月免兼军区司令部作战部部长。1967年12月，任广州军区参谋长。1968年2月，任广东省革命委员会副主任。1969年5月任副总参谋长。珍宝岛事件后中苏关系紧张，双方一度到了开战边缘，林彪向时任中国人民解放军总参谋长黄永胜下達了幾條緊急指示，閻仲川在軍委辦事處加上了「林副主席指示第一號令」的標題，进一步加剧了毛泽东和林彪的相互猜忌，后双方矛盾公开化并最终导致九一三事件。
1971年1月免兼总参谋部作战部部长，有王扶之继任。林彪于九一三事件外逃后，阎仲川被囚禁牵连。1983年按正兵团职待遇离职休养，1988年7月获独立功勋荣誉章。2002年6月22日，在北京逝世。